# Wilhelm Oncken
Wilhelm Oncken, född 19 december 1838 i Heidelberg, död 11 augusti 1905 i Giessen, var en tysk historiker, bror till August Oncken, farbror till Hermann Oncken. 
Oncken blev 1866 extra ordinarie professor i Heidelberg och 1870 ordinarie professor i Giessen. Han utmärkte sig mer genom omfattande studier och ledig framställning än genom kritisk skärpa och opartiskhet. I sina skrifter om revolutionskrigen gav han en mer positiv bild av Österrikes, särskilt Klemens von Metternichs, politik, än vad som tidigare förekommit i Preussen. Från svenskt håll ansåg man dock att Onckens bild av Karl XIV Johan var felaktig. Mest känd blev han som huvudutgivare i spetsen för ett större antal historiker av den stora samlingen "Allgemeine Geschichte in Einzeldarstellungen" (1878-94, totalt 44 band).